# 공 (성씨)
공(孔, 公, 貢)씨는 한국의 성씨이다.

## 구멍 공 孔
공(孔)씨는 2015년 대한민국 통계청 인구조사에서 91,869명으로 조사되어, 대한민국 성씨 인구 순위 55위이다. 본관은 곡부(曲阜), 창원(昌原), 등 45본까지 있는 것으로 전해지나, 1794년(정조 18년) 국왕 정조의 명으로 곡부 공씨(曲阜 孔氏) 단본(單本)으로 되었다.
공자의 53세손인 공완(孔浣)의 둘째 아들 공소(孔紹)가 원(元)나라 순제(順帝) 때 한림학사(翰林學士)를 지냈는데, 1351년(공민왕 즉위) 노국대장공주(魯國大長公主)를 배종(陪從)하여 고려에 들어와 귀화하였다고 한다. 이후 문하시랑평장사(文下侍郞平章事)로 회원군(檜原君)에 봉해지고 관향을 창원(昌原)으로 사적(賜籍) 받음으로써 창원 공씨(昌原 孔氏)의 시조가 되었다. 시조 공소(孔紹)의 초명은 소(昭)였는데, 고려 광종의 이름과 같아 피휘(避諱)하여 소(紹)로 고쳤다고 한다.
공소의 아들 공여(孔帤)는 고려 말에 집현전태학사(集賢殿太學士)로 평장사(平章事)와 지응양군천우위대장(知鷹揚軍千牛衛大將) 등을 지냈다. 공여의 큰아들 공부(孔俯)는 고려 때 집현전태학사, 평장사 등을 지내고, 조선이 개국한 뒤 한성판윤(漢城判尹), 보문각대제학(寶文閣大提學) 등을 역임하였다. 공여의 둘째 아들 공은(孔㒚)은 고려 때 문하시랑평장사를 지냈다.
후손들은 고려와 조선시대 창원 공씨로 세계를 이어오다가, 1794년(정조 18년) 국왕 정조의 명으로 공자의 고향인 곡부로 개관(改貫)하게 되었다. 창원 공씨는 조선시대 문과 급제자 8명, 무과 급제자 25명을 배출하였다.

## 공평할 공 公
공(公)씨는 전국시대 노나라 노소공(鲁昭公)에게 아들이 5명 있었는데 이름이었던 공(公)을 성씨로 삼았으며, 노나라 복성이었던 공양(公羊), 공석(公石) 등 상당히 많은 가문이 공씨로 줄였다.
공(公)씨는 2000년 대한민국 통계청 인구조사에서 741가구, 2,442명으로 조사되어, 한국 성씨 인구 순위 150위이다. 
김포 공씨(金浦 公氏)의 시조 공윤보(公尹輔)는 당 현종 때 안녹산의 난을 피하여 755년(신라 경덕왕 14년)에 신라에 들어와 김포에 터를 마련하였다고 한다. 1478년(조선 성종 9년) 계공랑(啓功郞)으로 김포 천능사건으로 인하여 왕에게 직간을 하다가 미움을 받아 평안도 벽동(碧潼)으로 강제 이거 당한 공명례(公明禮)가 벽동파(碧潼派)의 파조가 되고, 세조 때 불복신(不服臣)으로 몰려 함경도 문천(文川)으로 유배된 공보언(公普彦)이 문천파(文川派)의 파조가 되었다.

## 바칠 공 貢
공(貢)씨는 고려와 조선시대에 있었던 성씨이다. 본관은 수원(水原)·이 전한다.
수원 공씨(水原貢氏)의 시조 공천원(貢天源)이 1227년(고려 고종 14년) 지문하성사(知門下省事) 이부상서(吏部尙書)에 올랐다.

## 같이 보기
- 공 (중국 성씨)